# Dano (festività)
Il Dano (단오?, 端午?, Dan-oLR) o Surit-nal (수릿날?) è una festività coreana. Cade il quinto giorno del quinto mese del calendario lunare ed è riconosciuto come festa nazionale in Corea del Nord, mentre rimane una delle festività più significative in Corea del Sud. Viene festeggiato in molte zone diverse della penisola: è molto sentito nella zona di Gangneung, dove i festeggiamenti in occasione del Dano sono riconosciuti dall'UNESCO come patrimonio immateriale dell'umanità.

## Etimologia
Si ipotizza che il nome originale della festività fosse Surit-nal, termine che significa "giorno degli dei" o "giorno alto". Un'altra lettura ipotizza che surit posa riferirsi alla ruota, uno dei motivi che venivano impressi sui tortini di riso solitamente preparati in quest'occasione.
Il nome Dano ("il primo quinto"), termine adottato a partire dal periodo Joseon, deriverebbe da Dan (단?, 端?), che significa "primo", e o (오?, 午?), ovvero "cinque", e parrebbe derivare da quello del festival di Duanwu.

## Origini
Si pensa che il Dano sia una festività di origini sciamaniche nata con l'intento di adorare le divinità celesti in concomitanza con la fine della stagione della semina. Il popolo della confederazione di Mahan la festeggiava giorno e notte con canti e balli, mentre nella confederazione di Jinhan un rito propiziatorio veniva celebrato al termine della stagione della semina a maggio. Siccome il risveglio dal letargo nelle zone settentrionali di molti animali avviene in questo periodo dell'anno, si pensa che la tradizione provenga proprio da queste regioni. In seguito, sarebbe stata passata a Silla. A partire dal Periodo dei Tre Regni, il Dano assunse una posizione più di rilievo nei riti per gli antenati: in Gaya, ad esempio, era considerato parte dei cinque rituali annuali in onore del leggendario fondatore Suro.

## Tradizioni

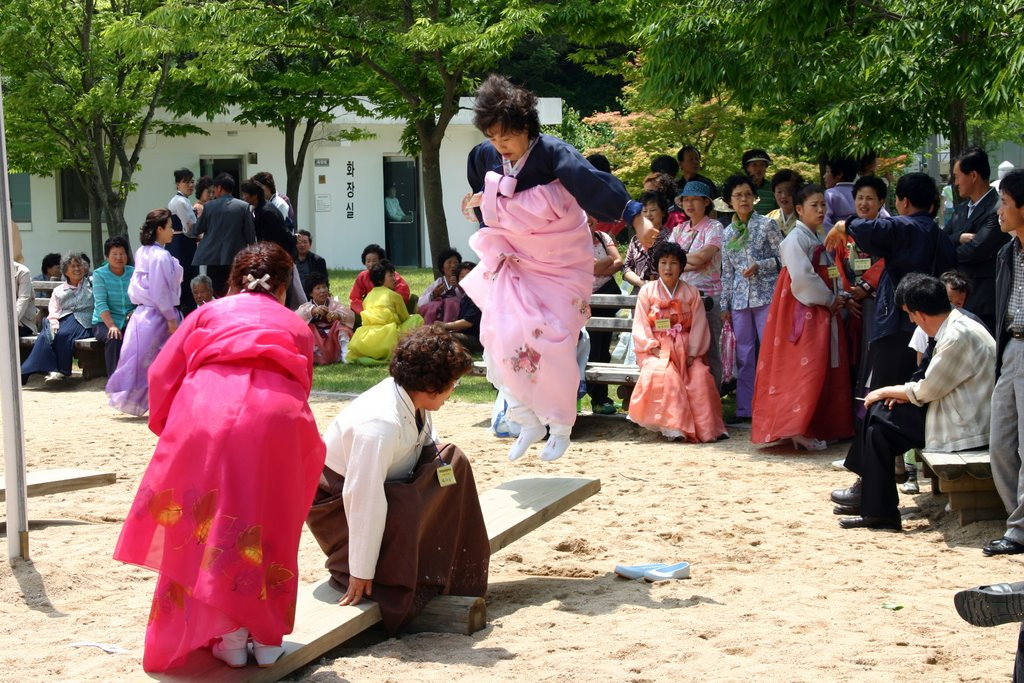
Gioco con l'altalena per il Dano.

Durante il periodo della confederazione Mahan, il Dano era visto come un giorno da dedicare a riti di tipo spirituale e festeggiamenti: danze, canti e liquore accompagnavano la giornata, insieme a pratiche rituali come il lavaggio dei capelli nell'acqua del calamo aromatico (창포?, changpoLR), che si credeva donasse lucentezza alla chioma. Un'altra usanza delle donne in quest'occasione era all'impiego di acqua infusa di Angelica polymorpha (궁궁이?, gungung-iLR) nel risciacquo delle chiome: si riteneva infatti che l'odore dei fiori della pianta potesse allontanare gli spiriti maligni.
In occasione del Dano si indossavano abiti rossi e blu, abbelliti da accessori per capelli tinti di rosso con le radici degli iris. Queste erano anche utilizzate dagli uomini a mo' di cintura per scacciare gli spiriti malevoli. Si riteneva anche che rimedi erboristici preparati con la rugiada mattutina del giorno del Dano potessero curare ferite e mal di stomaco.

### Cibo
Tra i cibi tradizionali consumati in questo giorno figurano diversi tipi di tteok a base di erbe officinali come surichitteok e ssuktteok.

### Giochi
I giochi praticati durante il giorno di Dano sono l'altalena, la lotta ssireum, una battaglia con le pietre chiamata seokjeon, e l'arte marziale taekkyeon. Molto popolare, soprattutto tra gli strati sociali più bassi, erano anche gli spettacoli di danza in maschera: questi consentivano un momento di svago principalmente in virtù della natura satirica volta a prendersi gioco delle classi sociali più abbienti.